# Escrita futhorc

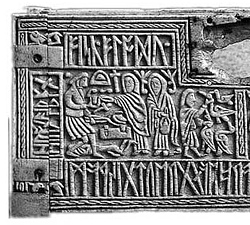
Metade esquerda de um painel frontal de Cofre Franco do século VII apresentando a lenda da mitologia nórdica, do mestre ferreiro Völundr, com uma inscrição em Runas anglo saxônicas

Runas anglo-saxônicas (ou Anglo-Frísio), também chamado futhorc (ou fuþorc), é uma escrita rúnica, uma forma estendida para 26 a 33 letras do alfabeto Futhark antigo (24 letras). Foram usadas provavelmente a partir do século V para escrever o Inglês antigo e o Frísio antigo.
Permaneceu essa escrita em uso na Inglaterra anglo-saxã durante os séculos VI a X. A escrita rúnica foi ficando cada vez mais confinada à tradição da expressão manuscrita como algo de interesse antiquário depois do século IX e desapareceu mesmo como uma curiosidade a  ser estudada logo após a conquista normanda da Inglaterra.

## História
Há teorias conflitantes quanto às origens do Futhork Anglo-Saxão. Uma teoria supõe que tenha se desenvolvido na Frísia e daí se expandido para a Inglaterra. Outros defendem que o Futhork seja originário da Escandinávia, tenha ido para a Inglaterra e daí, já modificado, para a Frísia; Ambas teorias têm pontos fracos e uma resposta definitiva depende de maiores evidências arqueológicas.
O Futhorc inicial seria idêntico ao chamado antigo futhorc exceto pela divisão da Runa Anzus ᚨ a em três variantes, ᚪ āc, ᚫ æsc e ᚩ ōs), sendo assim 26 runas no total. Isso se fez necessário para atender ao novo fonema das línguas Ingvaeônicas, divisão em alofones para a longo e curto. A antiga runa ᚩ ōs foi encontrada numa moeda em Undley, século V. A runa ᚪ āc foi incorporada depois, no século VI. A runa com dupla barra ᚻ Haglaz|hægl, característica de inscrições continentais foi percebida no esquife de St Cuthbert (de 698); antes era usada a runa escandinava de barra simples.
Na Inglaterra, o futhorc foi mais tarde estendido para 28 letras e depois 33, ficando a escrita rúnica da Inglaterra associada à “Latin scriptoria” da cristianização Anglo-Saxônica do século VII. O Futhorc passou a ser o alfabeto do inglês antigo e foi substituído pelo alfabeto latino por volta do século VII, embora ainda se escrevesse em futhorc até os séculos X e XI. Em alguns casos, os textos seriam escritos no alfabeto latino mas runas seriam escritas de forma logográfica no lugar da palavra que representavam e as runas ‘þorn’ e ‘wynn’ passaram a ser incorporadas ao alfabeto latino. Quando da conquista Normanda em 1066, essa escrita já era rara e desapareceu pouco depois. Depois de cinco séculos de uso do futhorc menos de 200 artefatos com inscrições da mesma sobreviveram. 
Vários são os exemplos ingleses de escritas rúnicas que misturam o Inglês Antigo e o Latim, incluindo o “Casket Franco”, o esquife de St Cuthbert. Neste último, três dos nomes dos quatro evangelistas estão em latim e em runa, o nome de São Lucas está em somente em latim. O esquife é também um exemplo de objeto criado dentro da Igreja Católica Anglo Saxã que apresenta escrita rúnica. Um dos maiores especialistas no assunto, Ian Raymond, rejeita a frequente suposição encontrada na literatura não acadêmica que as runas sejam especialmente associadas à pós conversão da Inglaterra ao cristianismo, ao paganismo anglo saxão ou à magia.

## Letras
O poema Rúnico Anglo-Saxônico (“Cotton Otho” - B.x.165) apresenta as seguintes runas, listadas com seus glifos Unicode, seus nomes, transliterações e seu valor fonético conforme IPA que pode diferir da transliteração:
| Runa | UCS | Nome – Inglês antigo | Significado       | Transliteração | IPA       |
| ---- | --- | -------------------- | ----------------- | -------------- | --------- |
|      | ᚠ   | feoh                 | "riqueza"         | f              | [f], [v]  |
|      | ᚢ   | ur                   | "auroques"        | u              | [u], [uː] |
|      | ᚦ   | thorn                | "espinho"         | þ, ð, th       | [θ], [ð]  |
|      | ᚩ   | ós                   | "[um] deus"       | ó              |           |
|      | ᚱ   | rad                  | "passeio"         | r              |           |
|      | ᚳ   | cen                  | "tocha"           | c              | [k], [kʲ] |
|      | ᚷ   | gyfu                 | "presente"        | ȝ              | [ɡ], [j]  |
|      | ᚹ   | wynn                 | "alegria"         | w, ƿ           | [w]       |
|      | ᚻ   | hægl                 | "granizo"         | h              | [h], [x]  |
|      | ᚾ   | nyd                  | "aflição"         | n              | [n]       |
|      | ᛁ   | is                   | "gelo"            | i              |           |
|      | ᛄ   | ger                  | "ano, colheita"   | j              |           |
|      | ᛇ   | eoh                  | "yew"             | eo             |           |
|      | ᛈ   | Peorth               | (“desconhecido”)  | p              | [p]       |
|      | ᛉ   | eolh                 | "ataque de alce"  | x              |           |
|      | ᛋ   | sigel                | "Sol"             | s              | [s], [z]  |
|      | ᛏ   | Tiw                  | "Tiw?"            | t              | [t]       |
|      | ᛒ   | beorc                | "bétula"          | b              | [b]       |
|      | ᛖ   | eh                   | "cavalo"          | e              |           |
|      | ᛗ   | mann                 | "homem"           | m              | [m]       |
|      | ᛚ   | lagu                 | "lago"            | l              | [l]       |
|      | ᛝ   | ing                  | "Ing (um heroi)"  | ŋ              |           |
|      | ᛟ   | éðel                 | "fazenda, granja" | œ              |           |
|      | ᛞ   | dæg                  | "dia"             | d              | [d]       |
|      | ᚪ   | ac                   | "carvalho"        | a              |           |
|      | ᚫ   | æ /sc                | "freixo"          | æ              | [æ]       |
|      | ᚣ   | yr                   | "arco"            | y              |           |
|      | ᛡ   | ior                  | "enguia"          | ia, io         |           |
|      | ᛠ   | ear                  | "túmulo"          | ea             |           |

As  24 primeiras letras continuam com as letras do Antigo Futhark e se estendem com cinco Runas adicionais, que representam vogais longas e ditongos (á, æ, ý, ia, ea), comparáveis às 5 letras adicionais “forfeda” do alfabeto Ogham.
As letras Thorn e Wynn foram incorporadas ao alfabeto inglês latino para representar os sons [θ] e [w], mas foram substituídas por th and w no inglês médio (séculos XI a XV).
O total de letras e sua sequência não é fixo. Comparando às letras do poema rúnico acima temos:
f u þ o r c ȝ w h n i j eo p x s t b e m l ŋ œ d a æ y io ea
“Thames scramasax” tem 28 letras, sem edhel  e sequência um pouco diversa.
f u þ o r c ȝ w h n i io eo p x s t b e ŋ d l m j a æ y ea
“Vienna Codex” (Anglo-Saxônico) também tem 28 letras;
A inscrição na “Ruthwell Cross” apresenta 31 letras
A “Cotton library” Domitiana A.ix (século XI) apresenta outras 4 runas adicionais.
30.   Runa cweorð kw, uma modificação de peorð
31.   Runa calc "cálice" k (duplicada aparece como  Runa kk)
32.   Runa stan "pedra, stone" st
33.  Runa gar "lança" g (como oposta à palatal  Runa ȝ)
Dentre essas quatro letras adicionais, somente a runa cweorð não aparece de forma epigráfica. A forma stan se encontra no bastão de teixo Westeremden, mas como uma Spiegelrune (runa “espelhada”) A runa calc se encontra no “Bramham Moor Ring”, no “Kingmoor Ring” e nas cruzes de “Ruthwell Cross” e de “Bewcastle” em inscrições. A runa gar está também na cruz “Bewcastle Cros” junto como a runa dupla em algumas locações.
Assim a “Cotton Domitiana” A.ix reaches tem um total de 33 letras conforme transliteração acima, porém, na sequência:
f u þ o r c ȝ w  h n i j eo p x s t b e m l ŋ d œ a æ y ea io cw k st g
No manuscrito, as rinas estão dispostas em três linhas, dispostas como um poema do tipo Glosa com os equivalentes do alfabeto latino na terceira linha abaixo e como os nome acima (terceira linha acima). O manuscrito apresenta traços de correções feitas no século XVI, invertendo as posições de m e d. Eolh está identificada de forma equivocada como sigel e no lugar de Sigel, há um Kaun] como a Runa ᚴ corrigida para o próprio Sigel ᛋ sobre a mesma. Eoh também está mal identificada como Eþel. Exceto ing e ear, todos nomes das runas foram criados pelo escriba Robert Talbot, morto em 1558.
| feoh        | ur       | þorn     | os         | rað   | cen  | gifu | wen   | hegel | neað | inc | geu{a}r | sigel | peorð |   | ᛋ sig |
| ᚠ           | ᚢ        | ᚦ        | ᚩ          | ᚱ     | ᚳ    | ᚷ    | ᚹ     | ᚻ     | ᚾ    | ᛁ   | ᛄ       | ᛇ     | ᛈ     | ᛉ | ᚴ     |
| f           | u        | ð        | o          | r     | c    | g    | uu    | h     | n    | i   | ge      | eo    | p     | x | s     |
| tir         | berc     | eþel     | deg        | lagu  | mann |      | ᛙ pro | ac    | ælc  | yr  |         |       |       |   |       |
| ᛏ           | ᛒ        | ᛖ        | ᛗ          | ᛚ     | ᛝ    | ᛞ    | ᛟ     | ᚪ     | ᚫ    | ᚣ   | ᛡ       |       |       |   |       |
| t           | b        | e        | m{d}       | l     | ing  | ð{m} | œ     | a     | æ    | y   | ear     |       |       |   |       |
| {orent.} io | {cur.} q | {iolx} k | {z} sc{st} | {&} g |      |      |       |       |      |     |         |       |       |   |       |
| ᛠ           | ᛢ        | ᛣ        | ᛥ          | ᚸ     |      |      | ᛘ     |       |      |     |         |       |       |   |       |
| ior         | cweorð   | calc     | stan       | ear   |      |      |       |       |      |     |         |       |       |   |       |